# پردازش تصویر کوانتومی
پردازش تصویر کوانتومی (QIMP) از رایانش کوانتومی یا پردازش اطلاعات کوانتومی برای ساخت و کار با تصاویر کوانتومی استفاده میکند.
با توجه به برخی از ویژگی‌های ذاتی محاسبات کوانتومی، به ویژه درهم تنیدگی و موازی بودن، امید می‌رود که فناوری‌های QIMP از نظر سرعت محاسبات، امنیت و حداقل نیازهای ذخیره‌سازی، قابلیت‌ها و عملکردهایی را ارائه دهند که از نمونه‌های سنتی خود پیشی بگیرند.

## تاریخچه
در سال ۱۹۹۷، محققان تحقیقات خود را بر روی تشخیص تصویرهای متعامد در سامانه‌های کوانتومی آغاز کردند. سپس با بهره‌گیری از الگوریتم‌های کوانتومی، تلاش‌هایی برای شناسایی الگوهای خاص در تصاویر باینری و تشخیص وضعیت اهداف خاص صورت گرفت. [۱][۲]
در ابتدا، پژوهش‌های مبتنی بر نورشناسی (اپتیک) به‌طور تجربی امکان تصویربرداری کوانتومی را نشان دادند، و این موضوع پس از گذشت هفت سال به‌طور رسمی تأیید شد. [۳][۴]
در سال ۲۰۰۳، با ارائه شبکه کیوبیت، اولین مدل عمومی برای ذخیره‌سازی، پردازش و بازیابی تصاویر در سامانه‌های کوانتومی منتشر شد. [۵][۶]
دو سال بعد، در سال ۲۰۰۵، مدل جدیدی به نام *Real Ket* معرفی شد که هدف آن رمزگذاری تصاویر کوانتومی به‌عنوان پایه‌ای برای توسعه بیشتر در پردازش تصویر کوانتومی (QIMP) بود. در ادامه، در سال ۲۰۱۰، Venegas-Andraca و Ball روش تازه‌ای را برای ذخیره و بازیابی شکل‌های هندسی دوتایی در سامانه‌های کوانتومی پیشنهاد کردند. در این روش نشان داده شد که از کیوبیت‌های درهم‌تنیده می‌توان برای بازسازی تصاویر بدون نیاز به داده‌های اضافی استفاده کرد. [۷][۸]
به‌طور کلی، این پیشرفت‌ها را می‌توان در سه دسته اصلی طبقه‌بندی کرد: [۹]
1. پردازش تصویر دیجیتال با کمک کوانتومی (QDIP): هدف این روش بهبود فرآیندهای پردازش تصویر کلاسیک است. [۱۰]  
2. تصویربرداری کوانتومی مبتنی بر اپتیک (OQI): تمرکز این رویکرد بر کاربردهای اپتیکی در تصویربرداری کوانتومی است. [۱۱]  
3. پردازش تصویر کوانتومی با الهام از مدل‌های کلاسیک (QIP): در این دسته، از الگوریتم‌ها و مفاهیم کلاسیک برای توسعه پردازش‌های کوانتومی استفاده می‌شود. [۱۰]  
مروری بر نمایش‌های تصویر کوانتومی در [۱۲] منتشر شده و کتاب تازه‌ای در زمینه پردازش تصویر کوانتومی نیز مقدمه‌ای جامع در این حوزه ارائه می‌دهد. این کتاب به بررسی گسترش کاربردهای پردازش تصویر در چارچوب محاسبات کوانتومی پرداخته و نمایش‌های موجود، عملیات مرتبط، کاربردهای احتمالی و روندهای آینده را تحلیل می‌کند. همچنین پرسش‌های باز و مسیرهای پیش رو در توسعه این فناوری را مورد بحث قرار می‌دهد. [۱۳]

## دستکاری تصویر کوانتومی
بسیاری از پژوهش‌ها در حوزه پردازش تصویر کوانتومی (QIP) بر توسعه الگوریتم‌هایی متمرکز شده‌اند که اطلاعات مربوط به موقعیت و رنگ را، با استفاده از نمایش انعطاف‌پذیر تصویرهای کوانتومی (FRQI) و انواع آن، دستکاری می‌کنند. به‌عنوان مثال، تبدیل‌های هندسی سریع مبتنی بر FRQI شامل جابه‌جایی (دو نقطه‌ای)، چرخش‌های متعامد، و محدودسازی این تبدیل‌ها به ناحیه خاصی از تصویر در مراحل اولیه پیشنهاد شدند. [۱][۲]
در ادامه، الگوریتم‌های جدیدی مانند ترجمه تصویر کوانتومی مبتنی بر NEQR برای نگاشت موقعیت پیکسل‌ها از تصویر ورودی به تصویر خروجی، و مقیاس‌گذاری تصویر کوانتومی برای تغییر اندازه تصاویر کوانتومی معرفی شدند. [۳][۴]
تبدیل‌های اولیه رنگ در FRQI با استفاده از گیت‌های تک-کیوبیتی مانند X، Z و H انجام می‌شدند. [۵] سپس مدل‌های پیشرفته‌تری معرفی شدند، از جمله اپراتورهای مبتنی بر تصویر چندکاناله (Col) که مقادیر مقیاس خاکستری کانال‌های رنگی را تغییر می‌دادند و عملگرهای تعویض کانال (CS) که مقادیر بین دو کانال رنگی را جابه‌جا می‌کردند.
برای ارزیابی قابلیت و اثربخشی الگوریتم‌ها و کاربردهای QIMP، محققان معمولاً عملیات پردازش تصویر دیجیتال را با شبیه‌سازی روی نمایش‌های تصویر کوانتومی (QIR) آزمایش می‌کنند. با استفاده از گیت‌های کوانتومی پایه و عملیات یادشده، پژوهشگران موفق به توسعه الگوریتم‌هایی برای استخراج ویژگی‌های تصویر کوانتومی، مقایسه و تثبیت تصویر، تقسیم‌بندی، اعمال مورفولوژی، فیلترگذاری، و طبقه‌بندی تصاویر کوانتومی شده‌اند. [۶][۷][۸][۹][۱۰]
از جنبه امنیتی، فناوری‌های مبتنی بر QIMP توجه گسترده‌ای را به خود جلب کرده‌اند. این پیشرفت‌ها در زمینه‌هایی مانند ته‌نقش‌گذاری، رمزگذاری، و نهان‌نگاری (پنهان‌سازی پیام‌های کوچک در فایل‌های بزرگ) کاربرد پیدا کرده‌اند و به‌عنوان ابزارهای کلیدی امنیتی در این حوزه مطرح شده‌اند. [۱۱][۱۲][۱۳][۱۴][۱۵]
به‌طور کلی، پژوهش‌های این حوزه به سه جهت اصلی تمرکز دارند: گسترش کاربردهای QIMP برای تحقق الگوریتم‌های مشابه پردازش تصویر کلاسیک، ارائه فناوری‌هایی برای توسعه سخت‌افزارهای مرتبط با QIMP، و بررسی چالش‌هایی که ممکن است مانع تحقق برخی پروتکل‌های QIMP شوند.

## تبدیل تصویر کوانتومی
با استفاده از رمزگذاری و پردازش اطلاعات تصویری در سامانه‌های مکانیکی کوانتومی، چارچوبی برای پردازش تصویر کوانتومی ارائه می‌شود که در آن یک حالت کوانتومی خالص، اطلاعات تصویر را رمزگذاری می‌کند. در این روش، مقادیر پیکسل‌ها در دامنه‌های احتمال و موقعیت آن‌ها در حالت‌های پایه محاسباتی ثبت می‌شوند.
فرض کنید یک تصویر به صورت F=(Fi,j)M×L تعریف شده باشد که در آن Fi,j نشان‌دهنده مقدار پیکسل در مکان (i,j) است؛ با i=1,2,…,M و j=1,2,…,L. از این تصویر، می‌توان برداری به طول ML ایجاد کرد، به‌گونه‌ای که مقادیر ستون اول تصویر F در ابتدا، ستون دوم در ادامه، و به همین ترتیب در بردار f قرار بگیرند.
بخش عمده‌ای از عملیات تصویر، ماهیتی خطی دارند؛ مانند تبدیل واحد، پیچیدگی (convolution) و فیلترهای خطی. در محاسبات کوانتومی، یک تبدیل خطی را می‌توان به‌صورت ∣g⟩=U^∣f⟩ نشان داد، که در آن ∣f⟩ حالت ورودی و ∣g⟩ حالت خروجی تصویر است. این تبدیل‌ها به‌عنوان تحولات واحد (unitary evolution) اجرا می‌شوند. برخی از مهم‌ترین تبدیل‌های تصویر، مانند تبدیل فوریه، هار، و هادامارد، به‌صورت G=PFQ بیان می‌شوند، که در آن P و Q ماتریس‌های تبدیل سطری و ستونی هستند.
عملگر واحد مرتبط با این تبدیل‌ها به‌صورت U^=QT⊗P تعریف می‌شود. چندین تبدیل رایج دوبعدی، از جمله تبدیل هار، فوریه و هادامارد، به‌طور تجربی روی رایانه‌های کوانتومی اجرا شده‌اند و نشان داده شده است که سرعت این پردازش‌ها به‌طور نمایی بیشتر از همتایان کلاسیک آن‌ها است.
علاوه بر این، یک الگوریتم کوانتومی جدید و کارآمد برای شناسایی مرزهای میان نواحی مختلف تصویر معرفی شده و به‌طور عملی پیاده‌سازی شده است. این الگوریتم در مرحله پردازش تنها به یک گیت کوانتومی کیوبیت نیاز دارد و عملکرد آن کاملاً مستقل از اندازه تصویر است.